# بهشت أباد (بنستان)
بهشت أباد (بالفارسية: بهشت‌آباد) هي قرية تقع في إيران في قسم بنستان الريفي. يقدر عدد سكانها بـ 21 نسمة .